# Seohae Bridge
Il Seohae Bridge è un ponte strallato che collega Pyongtaek e Dangjin in Corea del Sud.

## Descrizione

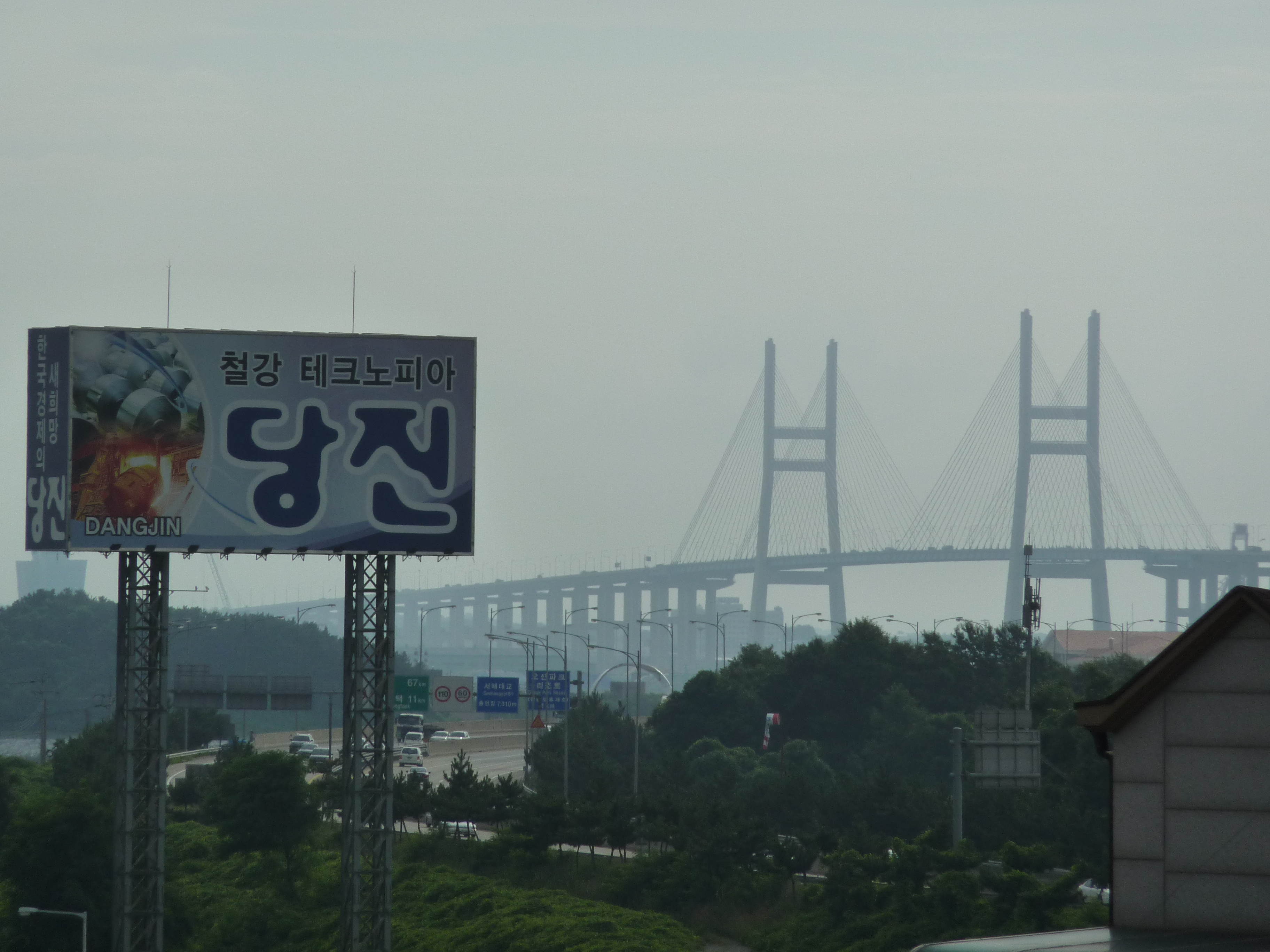
Panoramica del ponte

La costruzione del ponte iniziò nel 1993 e fu completata nel 2000 ad un costo di 677,7 miliardi di won. Alcuni segmenti prefabbricati del ponte caddero durante la costruzione il 5 agosto 1999 a causa del tifone Olga. Il ponte è stato aperto il 9 novembre 2000.